# Sinitchané
Sinitchané (en macédonien Синичане ; en albanais Siniçani) est un village du nord-ouest de la Macédoine du Nord, situé dans la municipalité de Bogovinyé. Le village comptait 1472 habitants en 2002. Il est majoritairement albanais.

## Démographie
Lors du recensement de 2002, le village comptait :
- Albanais : 1 469
- Autres : 3